# Сангаре, Идрисса
Идрисса Сангаре (фр. Idrissa Sangare; род. 27 мая 1996, Абиджан) — ивуарийский футболист, защитник. В настоящее время выступает за французский клуб «Атлетико» (Марсель).

## Карьера
Идрисса родился в Абиджане. Воспитанник академии «Эгнанда де Зараноу».
Летом 2016 года футболиста подписал молдавский «Саксан». 5 августа Сангаре дебютировал в основном составе в матче против «Сперанцы». Вышел на поле с первых минут встречи, а на 47-й минуте получил предупреждение от главного арбитра встречи Андрея Кожокару.